# FCCA-Autotransportwagen
Die geschlossenen Autotransportwagen (im englischen als Motor Car Van bezeichnet) wurden von der Ferrocarril Central Argentino (FCCA) 1925 bei Cammell, Laird & Company in Birkenhead bestellt. Insgesamt entstanden 60 Exemplare zum Transport von Personenkraftwagen. Daneben wurde diese Fahrzeuge aber auch zum Transport anderer Güter eingesetzt. Die offizielle Bezeichnung lautete aus diesem Grund Motor car and general cargo van.

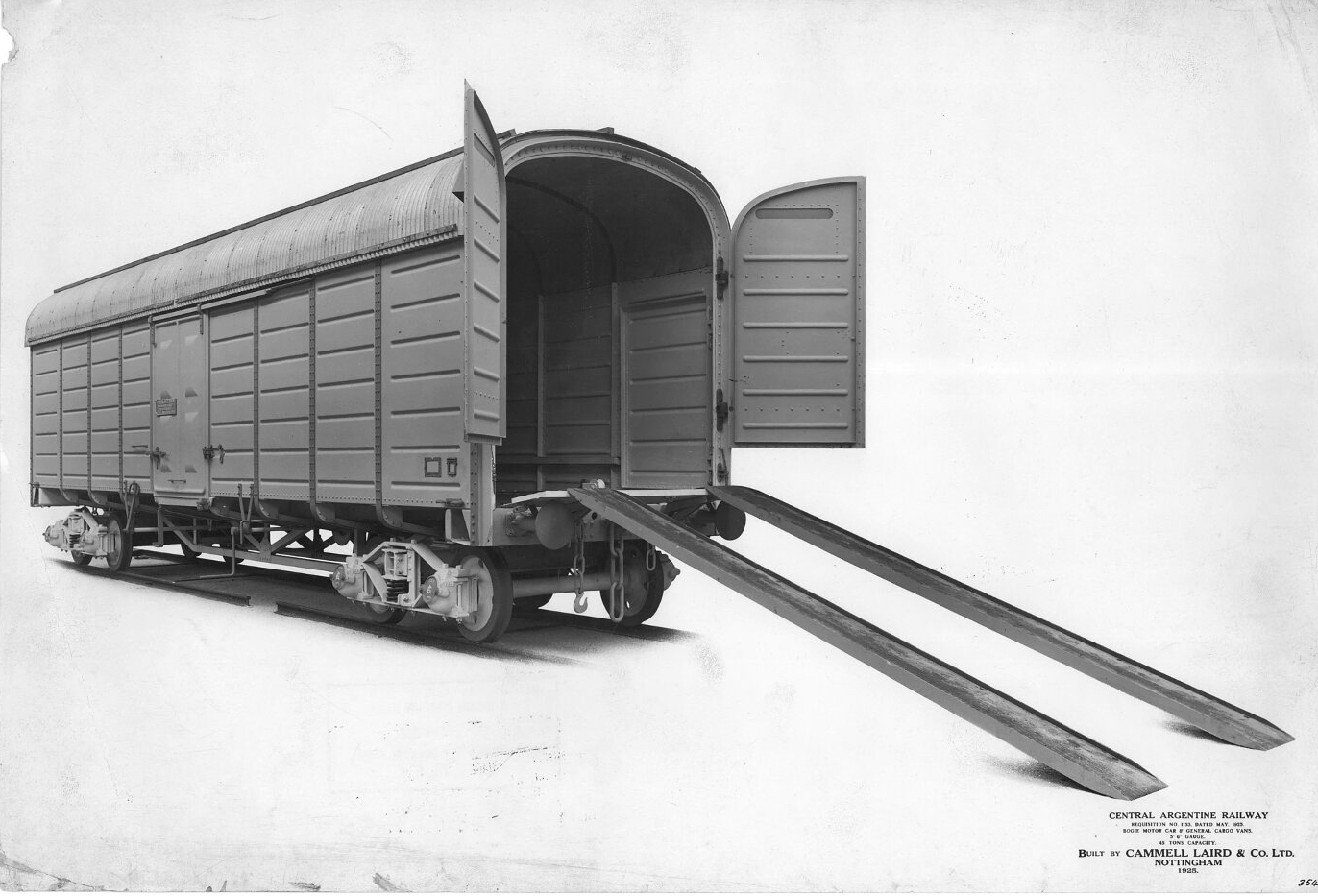
Geöffneter Wagen mit Auffahrrampen